# Hydraena riparia
Hydraena riparia es una especie de escarabajo del género Hydraena, familia Hydraenidae. Fue descrita científicamente por Kugelann en 1794.
Esta especie se encuentra en Ucrania, Rusia, Turquía, Kazajistán, Japón, China, Corea y Surinam.